# Nana Afia Kobi Serwaa Ampem II.
Nana Afia Kobi Serwaa Ampem II. (* 1905 in Kumasi, Ghana; † 15. November 2016 ebenda) war eine ghanaische Königinmutter. Sie wurde 1977 die 13. Königinmutter des Königreichs Asante seit 1695 nach der verstorbenen Nana Ama Serwaa Nyarko II. Sie erlebte die Herrschaft des verstorbenen Asantehene Otumfuo Opoku Ware II., der von 1970 bis 1999 regierte.

## Leben und Werk
Nana Afia Kobi Serwaa Ampem II. war die Tochter von Nana Yaa Birago, der Tochter von Nana Akua Afriyie (Akua Dehyeɛ), deren Mutter von 1857 bis 1880 die Asantehemaa Nana Afia Kobi I. war, nach der sie benannt wurde. Ihr Vater war der Asamponghene Oheneba Kwadwo Afodoɔ I, der von 1901 bis 1973 regierte. Geboren wurde sie neun Jahre nach der Verbannung von Otumfuo Agyeman Prempeh I. durch die Briten zunächst nach Elmina, dann nach Freetown und dann 1900 auf die Seychellen. Die Verbannung des Königs und anderer Mitglieder des Königshauses führte dazu, dass die Mitglieder des Königshauses von Oyoko über das ganze Königreich verstreut wurden. Ihre Mutter und ihre Geschwister blieben in einem Schreinhaus in Mmada, bis König Prempeh I. 1924 nach Kumasi zurückkehrte. Anschließend zog sie mit ihnen zunächst in den Palast der Akwamuhene in Manhyia, bis sie zu einer Stuhlfrau der Asantehene Oheneyere Nana Afia Fookuo zog.
Im Einklang mit der vorherrschenden Meinung, dass Mitglieder der königlichen Familie nicht zur Schule gehen sollten, hatte sie nicht das Privileg einer Schulbildung, wurde aber in Fragen des Verhaltens und der Kultur umfassend unterrichtet. Da sie unter der Aufsicht von Asantehemaa Nana Konadu Yiadom II. (1917–1945) und später ihrer Schwester Nana Ama Serwaa Nyarko II. aufwuchs, lehrte sie die 12. Asantehemaa Erfahrungen und Kenntnisse in der Geschichte, Brauchtum, Kultur der Asante und die Art und Weise, wie man Angelegenheiten vor dem Asantehemaa-Gericht entscheidet.
Nana Afia Kobi Serwaa Ampem II. heiratete in erster Ehe Opanin Kofi Fofie aus Besease, in der Nähe von Atimatim im Kwabre-Distrikt von Ashanti, mit dem sie drei Kinder bekam. In ihrer zweiten Ehe war sie mit Ohene nana Kwame Boakye Dankwa aus Kentinkyiren im Bezirk Atwima Kwanwoma in Asante verheiratet.
Die Ehe, während der sie zwei Söhne bekam, Barima Akwasi Prempeh und Barima Kwaku Duah (der Asantehene, Otumfuo Osei Tutu II), hatte die volle Unterstützung ihres Bruders Otumfuo Sir Osei Agyeman Prempeh II.

## Thronbesteigung
Am 8. Dezember 1977 berief Otumfuo Opoku Ware II. Nana Afia Kobi, wie sie privat genannt wurde, auf den Thron. Sie bestieg im Alter von 72 Jahren als dreizehnte Asantehemaa den Thron. Ihr Name wurde am 4. Mai 1978 in das National Register of Chiefs eingetragen und zur gesetzlichen Anerkennung im Local Government Bulletin veröffentlicht.
Symbol für Autorität und Führung in Asante ist ein Stuhl, ähnlich einem Thron in England. Jede Königinmutter besetzt in allen politischen Systemen von Asante ihren eigenen Stuhl und jeder Häuptling besetzt seinen eigenen Stuhl, der die Autorität des Häuptlings in einer Stadt oder einer Oberhoheit repräsentiert. Dieses politische Modell ist wie eine Pyramide aufgebaut: Königinnenmütter und Häuptlinge von Städten und Dörfern an der Basis, oberste Königinnenmütter und Häuptlinge auf der nächsten Ebene mit Autorität über die von Städten und Dörfern und der König von Asante, der Asantehene, und die Königinmutter von Asante, die Asantehemaa, an der Spitze, die über ganz Asante herrschen. Der König von Asante besetzt den Goldenen Stuhl, das Symbol der Asante-Nation, der dem Volksglauben zufolge die Seelen des Asante-Volkes beherbergt.

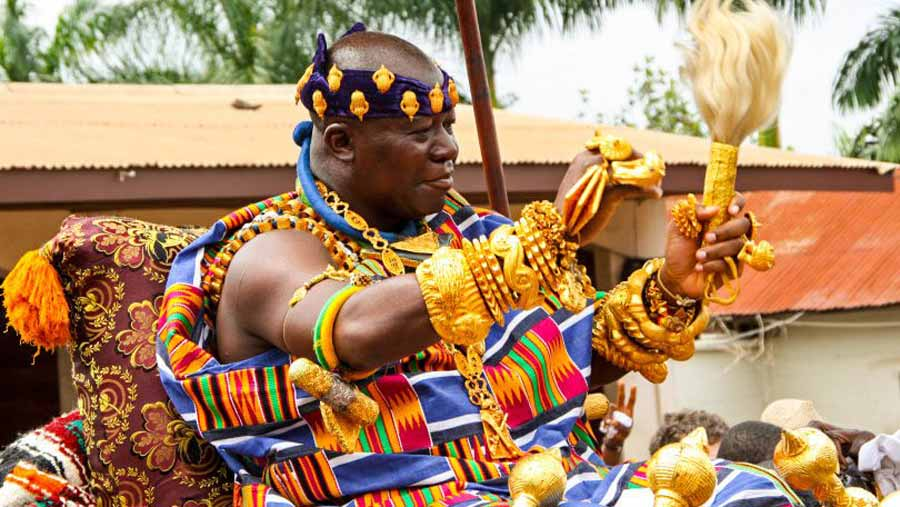
Der 16. Asantehene, König von Ashanti, Otumfour Osei Tutu II., wurde am 6. Mai 1950 als Nana Barima Kwaku Duah von Nana Afia Kobi Serwaa Ampem II geboren

Während ihrer 22-jährigen Herrschaft hatte Nana Afia Kobi Serwaa Ampem II. die seltene Gelegenheit, von ihrem Vorrecht Gebrauch zu machen und einen Kandidaten für den Goldenen Stuhl zu nominieren, als Otumfuo Opoku Ware II. gestorben war. Sie nominierte ihren 49-jährigen Sohn Barima Kwaku Dua aus fünf königlichen Anwärtern für den heiligen Stuhl des Königreichs Asante.
Nana Afia Kobi Serwaa Ampem II. starb am 15. November 2016 im Schlaf im Manhyia-Palast in Kumasi im Alter von 111 Jahren. Sie wurde am 20. Januar 2017 im Morgengrauen in einer großen Zeremonie im Königlichen Mausoleum von Breman (Ban mu) beigesetzt, nachdem ihre sterblichen Überreste aus dem Königlichen Mausoleum von Bantama überführt worden waren, um die letzten traditionellen Riten zu erhalten. Die Ashanti glauben, dass die Königinmutter, die zuerst im Bantama-Mausoleum begraben wurde, zunächst ihre königlichen Vorfahren treffen muss, bevor sie ihre letzte Ruhestätte finden kann. Die verstorbene Königinmutter wurde drei Tage lang aufgebahrt und am 19. Januar 2017 beerdigt. An diesem Tag wurde für die Bürger von Kumasi eine Ausgangssperre verhängt, alle Bürger mussten von 20:00 bis 4:00 Uhr in ihren Häusern bleiben. Diese Anweisung wurde am Freitag, dem 6. Januar 2017, vom Cheflinguisten von Otumfuo Nana Osei Tutu II., Nana Nsuase Agyeman Poku Agyemang III., verkündet.

## Würdigungen
Man geht davon aus, dass Nana Afia Kobi Serwaa Ampem II. das älteste Mitglied einer königlichen Familie weltweit war. Die Afia Kobi Serwaa Ampem Girls Senior High School und ein Kreisverkehr in Kumasi wurden nach ihr benannt.
Gone to the Village ist ein Film über die entscheidende Rolle weiblicher Führungspersönlichkeiten im gesellschaftlichen und politischen Leben der Asante-Kultur in den vergangenen 500 Jahren. Das Königreich Asante war einer der mächtigsten vorkolonialen Staaten in Westafrika und wurde Teil des modernen Ghana. Der Dokumentarfilm wurde vor Ort während der viertägigen Bestattungs- und fünfzehntägigen letzten Bestattungsriten im Januar und Dezember 2017 gedreht. Aufgrund eines komplexen Systems matrilinearer Vererbung war dies das erste Mal seit 209 Jahren, dass ein regierender König seine leibliche Mutter, die die regierende Königin war, beerdigte und die letzten Bestattungsriten für sie durchführte. Alle Königreiche und ethnischen Gruppen in Ghana und Afrika kamen zu einer nationalen Feier zusammen. Der Asante-Gelehrte und Musiker Kwasi Ampene führte Regie.